# Гогенау, Фридрих фон
Граф Бернхард Вильгельм Альбрехт Фридрих фон Гогенау (нем. Bernhard Wilhelm Albrecht Friedrich von Hohenau; 21 мая 1857, замок Альбрехтсберг — 15 апреля 1914, Охельхермсдорф близ Зелёна-Гура) — немецкий дворянин.

## Биография
Фридрих — младший сын принца Альбрехта Прусского, брата императора Вильгельма I и короля Пруссии Фридриха Вильгельма IV. Родился во втором, морганатическом браке принца с Розалией Раух, дочерью военного министра Пруссии Густава фон Рауха. Не причислялся к дому Гогенцоллернов по причине своего происхождения.
После смерти матери Фридрих вместе со своим старшим братом Вильгельмом унаследовал замок Альбрехтсберг под Дрезденом и проживал в нём вплоть до своей смерти. В 1901 году вместе с Фридрихом Бото, братом князя Филиппа цу Эйленбурга, был вынужден оставить военную службу из-за своих гомосексуальных наклонностей. Фридрих оказался замешанным в обоих крупных скандалах, разразившихся в Германской империи при Вильгельме II: он входил в сомнительное ближнее окружение Вильгельма II во главе с князем Филиппом цу Эйленбургом, так называемый «либенбергский кружок», а также вместе со своей супругой сыграл роль в деле Котце.

## Семья
21 июня 1881 года Фридрих женился в Бербисдорфе на Шарлотте фон дер Деккен (1863—1933). У них родились:
- Альбрехт фон Гогенау (4 апреля 1882 — 14 января 1966), первый раз женился на Елизавете Бутурлин (1890—1919), в 1911 году. Второй раз женился на Кристе фон Монтесоле (1894—1971), в 1920 году. Оба брака бездетны.
- Вильгельм фон Гогенау (27 ноября 1884 — 11 апреля 1957), бронзовый призёр Олимпийских игр 1912 года.
- Фридрих Карл фон Гогенау (8 августа 1895 — 5 января 1929), 1 августа 1923 года, женился на Эдите Шрёдер (1890—1976). Детей у них не было.
- Фридрих Франц фон Гогенау (7 июля 1896 — 25 июля 1918), женат не был. Детей не имел. Погиб в Первую мировую войну.